# Salix eastwoodiae
Salix eastwoodiae es una especie de sauce perteneciente a la familia de las salicáceas. Es nativa de los Estados Unidos,  donde crece en climas subalpinos y alpinos  en el hábitat de montaña.

## Descripción
Es un arbusto que alcanza un tamaño de hasta 4 metros de altura, las ramas son de color amarillento, marrón, rojo o púrpura  y cubiertas de pelos cortos, a veces  sin pelo. Las hojas son estrechas  en forma de lanza y  de hasta 10 centímetros, son peludas cuando nuevas y con el tiempo sin pelos. La inflorescencia es un amento de flores.

## Taxonomía
Salix eastwoodiae fue descrita por Cockerell ex. A.Heller y publicado en Catalogue of North American Plants North of Mexico (ed. 3) 89, en el año 1910.
Etimología
Salix: nombre genérico latino para el sauce, sus ramas y madera.
eastwoodiae: epíteto otorgado en honor de la botánico estadounidense Alice Eastwood.
Sinoinimia
- Salix californica Bebb
- Salix commutata var. rubicunda Jeps.
- Salix eastwoodiae f. callicoma C.K.Schneid.[3]